# Kenneth Gandar-Dower
Kenneth Cecil Gandar-Dower (* 31. August 1908 in Regent’s Park, London, England; † 12. Februar 1944 im Indischen Ozean bei den Malediven) war ein britischer Autor, Journalist, Sportler, Pilot, Pazifist und Kriegsberichterstatter. In seinen frühen Jahren wurde er als Sportler bekannt, während er später vor allem als Autor und nach Kriegsausbruch auch als Kriegsberichterstatter agierte. 

## Jugend und Bildung
Kenneth Gandar-Dower kam 1908 in London als jüngstes von vier Kindern des wohlhabenden Joseph Wilson Gandar-Dower und dessen Ehefrau Amelia Frances Germaine zur Welt. Zwei seiner älteren Brüder, Eric und Alan, dienten als Mitglieder der Conservative Party im britischen Unterhaus. Schon als Kind las er begeistert die Werke von Henry Rider Haggard und zeigte bereits im Alter von acht Jahren selbst Interesse am Schreiben. Gandar-Dower besuchte die Harrow School, wo er sich aktiv sportlich betätigte und Cricket, Fußball, Fives und Rackets spielte. In Zusammenarbeit mit dem mit ihm befreundeten Terence Rattigan schrieb er während dieser Zeit außerdem für die wöchentlich erscheinende Schulzeitung The Harrovian. Zudem wurde er dort mit einer Silbermedaille für ein Essay über William Shakespeare ausgezeichnet. 
1927 bekam er ein Stipendium für das Trinity College an der Universität von Cambridge. Dort studierte er Geschichte. Wiederum widmete er sich sportlichen Aktivitäten und gewann Auszeichnungen für Billard, Tennis, Rugby Fives, Eaton Fives und Rackets. Er wurde zudem Redakteur des seit 1889 erscheinenden Literaturmagazins Granta und  Mitglied des Debattierclubs des Trinity Colleges.

## Sportliche Erfolge
In den 1930ern avancierte Gandar-Dower zu einem erfolgreichen Tennisspieler und nahm unter anderem an den Wimbledon Championships und den French Open teil. Den größten Erfolg seiner Tenniskarriere feierte er 1932, als er bei der Queen’s Club Championship in London Harry Hopman schlug. Zeitungsartikel berichteten, dass Hopman „perplex über [Gandar-Dowers] unorthodoxe Spielmethoden“ war. 1929 und 1932 gewann Gandar-Dower den Kinnaird Cup, die Auszeichnung für die Sportart Eaton Fives, und 1938 gewann er die Meisterschaft im British Amateur Squash. 
Gandar-Dower war ferner ein begeisterter Sportflieger. Im April 1932 kaufte er sich eine De Havilland DH.80 Puss Moth und nahm Flugunterricht. Im Juni 1932 nahm er mit noch recht wenig Erfahrung am King’s Cup Air Race teil und belegte den vierten Platz. Er entwickelte sich in der Folgezeit zu einem erfahrenen Piloten. Er war einer der ersten Piloten, die einen Flug von England nach Indien durchführten. 
Weitere Interessen lagen im Bereich der Zoologie und Kryptozoologie. 1934 führte er eine Expedition zum Mount-Kenya-Massiv und zur Aberdare Range in Kenia an, die das Ziel hatte, einen Marozi zu fangen. Dies ist eine bis heute nicht entdeckte Löwenart in Kenia. Gandar-Dower erreichte sein Ziel nicht, einen Marozi zu fangen oder wenigstens zu fotografieren, um seine Existenz nachzuweisen. Er fand jedoch mehrere Fährten, die er für die eines Marozis hielt.
Die Jahre 1935 und 1936 verbrachte er in Belgisch-Kongo und Kenia, wo er aktive Vulkane bestieg und eine Karte des Mount Sattima entwarf. 1937 kehrte er mit zwölf Geparden nach England zurück und führte dort Gepardenrennen ein. Nach Monaten der Quarantäne und des Anpassens an die neuen klimatischen Bedingungen begannen die Rennen im Romford Greyhound Stadium in Romford. Gandar-Dower revidierte den Glauben, dass  Greyhounds die schnellsten Tiere der Welt seien, indem seine Geparde fast jeden bisher aufgestellten Rekord um Sekunden brachen. Letztendlich setzten sich Gepardenrennen aber nicht durch, da die Tiere kaum Interesse am Einholen des Hasen hatten und sich auch nicht gern anbinden ließen. Zudem löste Gandar-Dower einen Skandal aus, als er bei einer Gelegenheit einen angeleinten Geparden in die Bar des Queen’s Club in London mitbrachte.

## Autor
Gandar-Dower hatte später als Autor Erfolg, indem er Bücher über seine Abenteuer und Unternehmungen veröffentlichte. 1934 erschien das Buch Amateur Adventure, das auf seinem Flug nach Indien basierte. 1937 veröffentlichte er The Spotted Lion, das seinen Versuch, einen Marozi zu finden, zum Thema hatte. Dieses Werk trug dazu bei, den Marozi weltweit bekannt zu machen. 1938 schrieb er zusammen mit James Riddell die satirischen Werke Inside Britain und Outside Britain. 1943 wurde der Reisebericht Into Madagascar veröffentlicht, in dem er über Ranavalona I., schrieb, eine Herrscherin Madagaskars aus dem 19. Jahrhundert. 
Mitte der 1930er arbeitete Gandar-Dower an dem Buch Abyssinian Patchwork: An Anthology, in dem es um die schlechte Behandlung der Äthiopier während der Zeit des italienischen Faschismus ging. Dieses Buch wurde aber nicht mehr zu seinen Lebzeiten veröffentlicht. Es erschien erst 1949. 
Als 1939 der Zweite Weltkrieg ausbrach, befand sich Gandar-Dower erneut in Belgisch-Kongo, um dort Gorillas zu fotografieren. Nach seiner Rückkehr nach England arbeitete er mit dem Universalgelehrten Tom Harrisson an dem Sozialforschungsproiekt Mass Observation, bevor er von der Regierung Kenias zur Erforschung der kenianischen Ureinwohner engagiert wurde. In diesem Rahmen entstanden weitere Publikationen, die die kenianische Regierung als „exzellent“ bezeichnete. Im weiteren Kriegsverlauf betätigte er sich als Kriegsberichterstatter und berichtete unter anderem über den Afrikafeldzug und die alliierte Invasion von Madagaskar. Zu diesem Zweck war er viel mit dem Fahrrad und dem Kanu unterwegs. In Toamasina auf Madagaskar geriet er unter Beschuss und sprang mit einer Melone, einer Schreibmaschine und einem Regenschirm von einem Amphibienfahrzeug.

## Tod
Am 6. Februar 1944 ging Gandar-Dower in Mombasa an Bord der Khedive Ismail, einem zum Truppentransporter umgebauten ehemaligen Passagierschiff. Ziel war Colombo auf der Insel Ceylon. An Bord befanden sich insgesamt 1511 Menschen, darunter die Besatzung, mehrere hundert Offiziere und Soldaten und 53 australische Krankenschwestern. Am 12. Februar wurde die Khedive Ismail beim Addu-Atoll von einem japanischen U-Boot durch Torpedobeschuss versenkt. 
Das Schiff zerbrach und sank innerhalb von zwei Minuten. Ein begleitender Zerstörer griff das U-Boot an und warf Wasserbomben ab, wodurch zahlreiche weitere Schwimmer im Wasser umkamen. Insgesamt starben 1297 Menschen, darunter dutzende Frauen. Auch Kenneth Gandar-Dower war unter den Todesopfern. Er hinterließ ein Vermögen von über 75.000 Pfund Sterling (nach damaligem Geldwert). Sein Nachruf im Wisden beschrieb ihn als „einen der vielseitigsten Spieler zu jeder Zeit“. 